# Xerox
 Xerox Corporation  ([zɪərɒks] ; NYSE: XRX   XRX ) — американська корпорація, один зі світових лідерів в області технологій друку і управління документами, піонер масового випуску копіювальних апаратів.
Штаб-квартира компанії розташована в місті Норуак, штат Коннектикут, але більшість співробітників продовжує перебувати в місті Рочестер (Нью-Йорк), де фірма була заснована в 1906 році.
Головним виконавчим директором до 31 грудня 2016 року була Урсула Бернс (англ. Ursula Burns). З 1 січня 2017 року цю посаду обіймає Джеф Джейкобсон (англ. Jeff Jacobson). Перестановка відбулась після виділення в окрему компанію Conduent підрозділу з 
управління бізнес-процесами
.

## Історія
Корпорація Xerox була заснована в місті Рочестер (штат Нью-Йорк) в США в 1906 році під назвою Haloid Company і спочатку займалася виробництвом фотопаперу. У 1958 році компанія була перейменована в Haloid Xerox, а в 1961 році — у Xerox Corporation.
У 1947 році вона придбала патент копіювального пристрою, винайденого Честером Карлсоном. Копіювання документів отримало назву Xerography (зірографія) або ксерокопіювання — вираз, усталений в українській мові (від грец. «сухий» і «написання»), а сам пристрій Карлсон запропонував назвати xerox (зірокс). Перший копір — Model A — був випущений в 1949 році. У 1959 році випущений перший автоматичний офісний копір Xerox 914, який дозволяв копіювати документи на звичайний папір. Пристрій був настільки популярним, що в 1961 році прибуток компанії склав близько 60 млн доларів, а до кінця 1965 року — понад 500 млн.
У 2004 році в Xerox прийняли новий корпоративний логотип — XEROX, який замінив логотип «The Document Company — Xerox» і «цифровий» логотип X — маркетинговий знак, прийнятий в 1994 році.
8 січня 2008 року компанія вперше за 40 років змінила свій логотип, на якому з'явилася червона куля з малою буквою X.
У березні 2022 року, на фоні повномасштабного вторгнення рф до України, компанія припинила експорт до росії, а у жовтні 2023 продала юридичну особу і тим самим припинила роботу в країні-агресорі.

### Злиття та поглинання
У вересні 2009 року Xerox оголосила про придбання американської IT-компанії Affiliated Computer Services (ACS) з оборотом понад 6 млрд дол на рік. Сума угоди склала 6,4 млрд дол

## Власники та керівництво
Основні власники акцій компанії — інституційні інвестори (87,2%), найбільші з яких Dodge & Cox (9,6%), Neuberger Berman (8,2%), State Street Global Advisors (7,5%), BlackRock Investment Management (5%).

## Діяльність
Нині Xerox Corporation працює більш ніж в 160 країнах світу, випускаючи понад 200 найменувань продукції. Попри те, що назва компанії є майже синонімом копіювального автомата, крім копірів і витратних матеріалів до них Xerox випускає принтери, контролери друку, сканери, а також папір та матеріали для друку і програмне забезпечення.

## Xerox в СРСР
Корпорація Xerox була піонером на радянському ринку копіювальних апаратів: у 1968 році пройшла перша виставка, в 1974 році відкрито представництво в Москві. У результаті до цього дня в розмовній мові всі копіювальні апарати (незалежно від виробника) часто називають ксероксами, а фотокопії, отримані на таких апаратах — ксерокопіями, або також ксероксами. Також у просторіччі можна зустріти похідне дієслово: ксерити (недок.), відксерити (док.), а також віддієслівний прикметник: відксерений.

## Цікаві факти
- Ім'я компанії в українській мові стало загальним, і в результаті часто  ксероксом  називають копіювальний пристрій взагалі.
- Ксерокс — це транслітерація назви Xerox, насправді ж транскрипція назви корпорації — [ziːrɒks] («Зірокс»).
- Свого часу у Xerox працювали Роберт Кійосакі, а також Говард Шульц (засновник Starbucks). Сьогодні вони мільярдери.